# El Pedroso de la Armuña
El Pedroso de la Armuña är en ort i Spanien.   Den ligger i provinsen Provincia de Salamanca och regionen Kastilien och Leon, i den centrala delen av landet, 160 km nordväst om huvudstaden Madrid. El Pedroso de la Armuña ligger 825 meter över havet och antalet invånare är 268.
Terrängen runt El Pedroso de la Armuña är platt. Runt El Pedroso de la Armuña är det glesbefolkat, med 14 invånare per kvadratkilometer. Närmaste större samhälle är Cantalpino, 6,5 km sydost om El Pedroso de la Armuña. Trakten runt El Pedroso de la Armuña består till största delen av jordbruksmark.